# Car Kałojan (gmina)
Car Kałojan (bułg. Община Цар Калоян) – gmina w północno-wschodniej Bułgarii, w obwodzie Razgrad.

## Miejscowości
Miejscowości wchodzące w skład gminy Car Kałojan:
- Car Kałojan (bułg.: Цар Калоян) − siedziba gminy,
- Ezercze (bułg.: Езерче),
- Kostandenec (bułg.: Костанденец).